# Daniele Vantaggiato
Daniele Vantaggiato (Brindisi, 10 ottobre 1984) è un calciatore italiano, attaccante dell'Avezzano.
Ha vestito le maglie di Bari, Crotone, Pescara, Rimini, Parma, Torino, Padova, Bologna, Livorno e Ternana, segnando più di 100 gol, la maggior parte in Serie B.

## Caratteristiche tecniche
Viene utilizzato solitamente da ala o da seconda punta, è molto forte fisicamente e dotato di buona resistenza. Può giocare anche da centravanti. È un giocatore di movimento, dotato di un tiro potente.

## Carriera

### Club

#### Bari, Crotone, Pescara e Catania
È cresciuto nelle giovanili del Brindisi e poi del Bari, con cui ha esordito in Serie B a soli diciassette anni.
Nel 2003 viene ceduto in comproprietà al Crotone. A 18 anni ha contribuito notevolmente alla promozione nella serie cadetta della squadra calabrese. L'anno successivo ha dimostrato ancor di più il suo valore, nonostante sia stato fermato a novembre 2004 in via cautelare per essere risultato positivo al betametasone, al test anti-doping. Il giocatore ha presentato un ricorso, ma il provvedimento è stato confermato il 12 novembre. Il 10 dicembre è stato scagionato, poiché è stato dimostrato che il calciatore ha fatto solamente uso di una pomata, senza aver avvisato la federazione. Per questo motivo è stato sospeso per trenta giorni, già scontati al momento della sentenza. Le prestazioni per il Crotone hanno convinto il Bari a reinserirlo nei suoi ranghi e a riscattarlo dalla comproprietà il 27 giugno 2005. Dopo il ritorno in Puglia, non è riuscito a mantenere la sua incisività sotto porta e sono iniziati i primi screzi con i tifosi.
Nella stagione seguente, sempre più contestato dai tifosi, non rende al massimo. A dicembre 2006, si spargono voci su una sua possibile partenza. Sono iniziate a circolare, infatti, delle indiscrezioni secondo le quali il calciatore sarebbe vicino ad un passaggio al Vicenza, in cambio di Alessandro Sgrigna. Il suo nome viene accostato anche al Crotone. Il presidente del Bari, Vincenzo Matarrese, ha poi dichiarato di non voler cedere il calciatore per meno di settecentomila euro, cifra per cui Vantaggiato era stato acquistato. Nel prosieguo del mercato, all'attaccante pugliese si sono interessate anche Bologna, Brescia e Pescara. Il 29 gennaio 2007, a pochi giorni dalla chiusura del mercato, il direttore sportivo del Bari, Fausto Pari, ha dichiarato che per il calciatore, in quel momento, sarebbe rimasto ai galletti.
Il 31 gennaio, viene ceduto in prestito al Pescara, in cambio di Andrea Carozza. A Pescara ritrova la forma grazie alla buona gestione dell'allenatore Luigi De Rosa, sfoderando ottime prestazioni, tanto da convincere il presidente della società a tentare di riscattarlo al termine della stagione. Al termine della stagione, però, il club abruzzese non esercita il diritto di riscatto, fissato a un milione. Vantaggiato è così tornato al Bari. Durante l'estate, il calciatore è stato seguito da diversi club. Il 18 luglio 2007, il Catania è sembrato ad un passo dal suo acquisto, ma il trasferimento non si è poi concretizzato.

#### Rimini
Il 31 agosto, la società pugliese ha trovato l'accordo con il Rimini, che lo ha ingaggiato con la formula della comproprietà. Al termine di una buona stagione, l'Atalanta si è interessata alla metà del cartellino detenuta dai romagnoli. Il 10 maggio 2008, ha realizzato una rete su calcio di punizione, con un tiro potente che si è insaccato all'incrocio dei pali, portando in vantaggio la sua squadra in casa del Pisa. Una settimana dopo, il calciatore pugliese è andato nuovamente in rete, con un tiro da venticinque metri, nella vittoria per due a uno del Rimini sul Brescia. Al termine della stagione, Rimini e Bari hanno trattato per la risoluzione della comproprietà, ma non sono riuscite a trovare un accordo e pertanto sono andate alle buste. Il 26 giugno, all'apertura delle buste, il Rimini ha offerto la cifra più alta e Vantaggiato è rimasto al club romagnolo. Il 7 settembre 2008, ha realizzato la rete decisiva del quattro a tre, nel successo casalingo del Rimini sul Modena. Il 18 ottobre, Vantaggiato ha segnato la rete del vantaggio sul campo del Frosinone, ma il Rimini è uscito sconfitto per tre a uno.
Tre giorni dopo,4 ha messo a segno la doppietta con la quale il Rimini ha superato il Brescia. Il 25 ottobre, nella partita in casa del Livorno, ha ribattuto in rete un tiro di Giacomo Cipriani, precedentemente stampatosi sulla traversa, siglando la rete del due a uno finale in favore dei toscani. Il 15 novembre, ha segnato una doppietta in casa della Salernitana, che ha permesso ai romagnoli di imporsi per tre a due. Nella giornata successiva, ha realizzato il gol dell'ex ai danni del Bari, portando così in vantaggio il Rimini. I pugliesi hanno poi pareggiato la partita. A dicembre 2008, l'Atalanta è tornata ad interessarsi al calciatore. Nei giorni successivi, è sembrato tutto pronto per il passaggio di Vantaggiato alla squadra bergamasca, ma l'accordo è poi saltato. Sulle tracce del giocatore sono poi andate Parma e Livorno, come rivelato dal suo procuratore. Nel frattempo, il 13 dicembre, Vantaggiato ha messo a segno un'altra doppietta, questa volta ai danni del Grosseto. Dopo la marcatura ai danni dell'AlbinoLeffe, realizza due gol contro il Pisa, permettendo alla sua squadra di imporsi per tre a uno. Il 13 gennaio 2009, l'agente di Vantaggiato ha dichiarato di aver raggiunto un accordo con il Parma. Il 17 gennaio ha giocato l'ultima partita per il Rimini, davanti ai propri tifosi, nella vittoria dei romagnoli per uno a zero sul Cittadella.

#### Parma
Il 20 gennaio 2009 è diventato ufficialmente un calciatore del Parma. Prelevato con la formula della compartecipazione, ha firmato un contratto fino al 30 giugno 2013. Quattro giorni dopo, è arrivato il debutto con la nuova maglia, proprio in casa della sua ex squadra, il Rimini. La partita è finita con un pareggio, con l'attaccante che non ha trovato la via della rete. Ha siglato il suo primo gol con la maglia del Parma nella vittoria per quattro a zero contro il Grosseto, dove riesce persino a segnare una doppietta. Con il club ducale conquista la Promozione in Serie A con 3 giornate d'anticipo ma un infortunio lo costringerà a stare lontano dai campi fino a settembre.
A fine stagione il Parma riscatta l'intero cartellino del giocatore dal Rimini.

#### Torino
Nella stagione 2009-2010 viene ceduto in prestito con diritto di riscatto della metà del cartellino al Torino neoretrocesso in Serie B, la sua esperienza nel Torino tuttavia dura solamente 10 partite, a gennaio infatti il calciatore chiede di essere ceduto dato lo scarso impiego in maglia granata, dovuto anche ad un infortunio occorsogli proprio nel momento nel quale avrebbe potuto giocarsi le sue chance per partire da titolare.

#### Padova
Il 18 gennaio 2010 passa in comproprietà al Padova, squadra che lo ha voluto fortemente, in cambio di Pietro Baccolo. Come numero ha scelto il 9 lasciato libero dalla partenza in prestito a gennaio di Massimiliano Varricchio alla Cremonese. Debutta con i biancoscudati il 23 gennaio 2010 in Padova-Reggina 0-1.
Il 13 marzo 2010 sblocca il risultato nella gara vinta contro il Crotone. Alla fine del primo anno ottiene la salvezza in Serie B, dopo i play-out contro la Triestina, nei quali segna anche un gol.
La stagione successiva non comincia nel migliore dei modi, a causa di un infortunio patito nell'amichevole contro l'Este, ultima gara non ufficiale prima dell'esordio in Coppa Italia contro il Ravenna. Il 25 giugno 2011 il Padova dopo l'apertura delle buste rileva l'intero cartellino del giocatore.

#### Bologna
Il 14 luglio 2011 passa in prestito con diritto di riscatto a favore della società emiliana al Bologna assieme a Federico Agliardi e José Ángel Crespo. Fa il suo esordio con la maglia del Bologna e in Serie A il 23 ottobre nella partita persa per (2-0) contro la Lazio, entrando all'80º minuto al posto di Robert Acquafresca. Segna il suo primo gol con la maglia dei felsinei il 23 novembre nella partita di Coppa Italia contro il Crotone vinta per (4-2) dai rossoblù, andando in rete al 3' minuto del secondo tempo.

#### Ritorno al Padova
Dopo avere trovato poco spazio a Bologna fa ritorno al Padova. Il 17 dicembre 2012, a seguito della riduzione della squalifica a sei mesi da parte del Tnas, Vantaggiato torna a disposizione della squadra biancoscudata. Scende in campo il 16 febbraio 2013 nella sfida contro la Reggina persa dai biancoscudati (2-1). Il 22 luglio 2014, dopo la mancata iscrizione del Padova al campionato di Lega Pro, rimane svincolato.

#### Livorno
Il 22 agosto 2014 il Livorno annuncia l'ingaggio ufficiale del giocatore, il quale ritrova una nuova squadra dopo aver concluso il proprio contratto con il Padova.
Segna il suo primo gol in amaranto contro il Varese e diventa il match winner della partita. Segna una doppietta nella partita vinta dal Livorno 6-0 contro il Trapani. Si ripete la giornata successiva con un'altra doppietta ai danni della Ternana (0-4). Segna un'altra doppietta contro il Bologna nella partita vinta dal Livorno per 3-2.
Nella stagione 2014-2015 segna altre 11 reti che contribuiscono alla salvezza della squadra. Nella stagione 2015-2016 segna già 9 reti nelle prime 17 giornate. Il 30 giugno 2016 scade il suo contratto con il Livorno e quindi il giocatore rimane svincolato. Il 18 luglio il contratto viene rinnovato con un accordo fino al 30 giugno 2018 e nella stagione 2017–2018 grazie ai suoi 19 gol che li hanno valso il titolo di capocannoniere del girone A di serie C ha trascinato la squadra amaranto verso la promozione diretta in serie B.

#### Ternana
La stagione successiva firma un contratto biennale con la Ternana. Rimane in Umbria per tre stagioni in Serie C, contribuendo nell'ultima di esse alla promozione della squadra in Serie B.

#### Ritorno al Livorno
Il 1º ottobre 2021 firma con il Livorno in Eccellenza Toscana.
Segna il suo primo gol stagionale nel match vinto per 4-0 contro l'Atletico Piombino, valido per il secondo turno del girone eliminatorio di Coppa Italia Eccellenza Toscana.

#### Fasano
Il 10 dicembre 2022 passa al Fasano, in Serie D.

#### Virtus Francavilla
Il 9 novembre 2023, dopo alcune settimane di prova, firma con la Virtus Francavilla, tornando così dopo due anni a giocare in Serie C.

#### Ritorno a Brindisi
Il 5 gennaio 2024, dopo essersi svincolato dalla Virtus Francavilla, trova l'accordo con il Brindisi, squadra della sua città con cui era cresciuto.

#### Avezzano
Il 26 luglio 2024 torna in Abruzzo dopo diciassette anni firmando per l'Avezzano in Serie D.

### Calcioscommesse
In seguito allo scandalo del calcioscommesse, l'8 maggio 2012 viene deferito dalla Procura federale della FIGC.
Il 1º giugno il procuratore federale Stefano Palazzi richiede per lui tre anni di squalifica.
Il 18 giugno in primo grado gli viene confermata la squalifica di 3 anni, e successivamente anche in secondo grado il 6 luglio.
Il 17 dicembre 2012, il TNAS gli derubrica il reato da responsabilità diretta ad omessa denuncia riducendogli la squalifica a 6 mesi.

### Nazionale
Con la maglia dell'Under-23 ha preso parte ai Giochi del Mediterraneo del 2005 scendendo in campo in tre occasioni e segnando due reti.

## Statistiche

### Presenze e reti nei club
Statistiche aggiornate al 4 maggio 2025.
| Stagione        | Squadra            | Campionato      | Campionato | Campionato | Coppe nazionali | Coppe nazionali | Coppe nazionali | Coppe continentali | Coppe continentali | Coppe continentali | Altre coppe | Altre coppe | Altre coppe | Totale | Totale |
| Stagione        | Squadra            | Comp            | Pres       | Reti       | Comp            | Pres            | Reti            | Comp               | Pres               | Reti               | Comp        | Pres        | Reti        | Pres   | Reti   |
| --------------- | ------------------ | --------------- | ---------- | ---------- | --------------- | --------------- | --------------- | ------------------ | ------------------ | ------------------ | ----------- | ----------- | ----------- | ------ | ------ |
| 2002-2003       | Bari               | B               | 5          | 0          | CI              | 1               | 0               | -                  | -                  | -                  | -           | -           | -           | 6      | 0      |
| 2003-2004       | Crotone            | C1              | 26+3       | 9+2        | CI-C            | 7               | 4               | -                  | -                  | -                  | -           | -           | -           | 36     | 15     |
| 2004-2005       | Crotone            | B               | 32         | 9          | CI              | 3               | 0               | -                  | -                  | -                  | -           | -           | -           | 35     | 9      |
| Totale Crotone  | Totale Crotone     | Totale Crotone  | 58+3       | 18+2       |                 | 10              | 4               |                    | -                  | -                  |             | -           | -           | 71     | 24     |
| 2005-2006       | Bari               | B               | 35         | 5          | CI              | 5               | 3               | -                  | -                  | -                  | -           | -           | -           | 40     | 8      |
| 2006-gen. 2007  | Bari               | B               | 15         | 2          | CI              | 0               | 0               | -                  | -                  | -                  | -           | -           | -           | 15     | 2      |
| Totale Bari     | Totale Bari        | Totale Bari     | 55         | 7          |                 | 6               | 3               | -                  | -                  | -                  |             | -           | -           | 61     | 10     |
| gen.-giu. 2007  | Pescara            | B               | 15         | 5          | CI              | -               | -               | -                  | -                  | -                  | -           | -           | -           | 15     | 5      |
| 2007-2008       | Rimini             | B               | 31         | 12         | CI              | 0               | 0               | -                  | -                  | -                  | -           | -           | -           | 31     | 12     |
| 2008-gen. 2009  | Rimini             | B               | 21         | 13         | CI              | 1               | 0               | -                  | -                  | -                  | -           | -           | -           | 22     | 13     |
| Totale Rimini   | Totale Rimini      | Totale Rimini   | 52         | 25         |                 | 1               | 0               |                    | -                  | -                  |             | -           | -           | 53     | 25     |
| gen.-giu. 2009  | Parma              | B               | 16         | 4          | CI              | -               | -               | -                  | -                  | -                  | -           | -           | -           | 16     | 4      |
| 2009-gen. 2010  | Torino             | B               | 10         | 0          | CI              | 0               | 0               | -                  | -                  | -                  | -           | -           | -           | 10     | 0      |
| gen.-giu. 2010  | Padova             | B               | 16+2       | 3+1        | CI              | -               | -               | -                  | -                  | -                  | -           | -           | -           | 18     | 4      |
| 2010-2011       | Padova             | B               | 23+3       | 10         | CI              | 1               | 0               | -                  | -                  | -                  | -           | -           | -           | 27     | 10     |
| 2011-2012       | Bologna            | A               | 2          | 0          | CI              | 2               | 1               | -                  | -                  | -                  | -           | -           | -           | 4      | 1      |
| 2012-2013       | Padova             | B               | 7          | 0          | CI              | 0               | 0               | -                  | -                  | -                  | -           | -           | -           | 7      | 0      |
| 2013-2014       | Padova             | B               | 30         | 5          | CI              | 2               | 1               | -                  | -                  | -                  | -           | -           | -           | 32     | 6      |
| Totale Padova   | Totale Padova      | Totale Padova   | 76+5       | 18+1       |                 | 3               | 1               |                    | -                  | -                  |             | -           | -           | 84     | 20     |
| 2014-2015       | Livorno            | B               | 40         | 15         | CI              | 0               | 0               | -                  | -                  | -                  | -           | -           | -           | 40     | 15     |
| 2015-2016       | Livorno            | B               | 35         | 15         | CI              | 2               | 1               | -                  | -                  | -                  | -           | -           | -           | 37     | 16     |
| 2016-2017       | Livorno            | LP              | 13+4       | 3          | CI+CI-LP        | 1+1             | 0               | -                  | -                  | -                  | -           | -           | -           | 19     | 3      |
| 2017-2018       | Livorno            | C               | 35         | 19         | CI+CI-C         | 0               | 0               | -                  | -                  | -                  | SC-C        | 2           | 2           | 37     | 21     |
| 2018-2019       | Ternana            | C               | 32         | 3          | CI+CI-C         | 3+0             | 2               | -                  | -                  | -                  | -           | -           | -           | 35     | 5      |
| 2019-2020       | Ternana            | C               | 23+2       | 5+1        | CI-C            | 7               | 2               | -                  | -                  | -                  | -           | -           | -           | 32     | 8      |
| 2020-2021       | Ternana            | C               | 25         | 12         | CI              | 1               | 0               | -                  | -                  | -                  | SC-C        | 2           | 1           | 28     | 13     |
| ago.-set. 2021  | Ternana            | B               | 0          | 0          | CI              | 1               | 0               | -                  | -                  | -                  | -           | -           | -           | 1      | 0      |
| Totale Ternana  | Totale Ternana     | Totale Ternana  | 80+2       | 20+1       |                 | 12              | 4               |                    | -                  | -                  |             | 2           | 1           | 96     | 26     |
| 2021-2022       | Livorno            | Ecc.            | 15+7       | 11+7       | CI-Dil          | 1               | 1               | -                  | -                  | -                  | -           | -           | -           | 23     | 19     |
| ago.-dic. 2022  | Livorno            | D               | 8          | 0          | CI-D            | 2               | 0               | -                  | -                  | -                  | -           | -           | -           | 10     | 0      |
| Totale Livorno  | Totale Livorno     | Totale Livorno  | 150+7      | 62+7       |                 | 7               | 2               |                    | -                  | -                  |             | 2           | 2           | 166    | 73     |
| dic. 2022-2023  | Fasano             | D               | 18         | 1          | CI-D            | 0               | 0               | -                  | -                  | -                  | -           | -           | -           | 18     | 1      |
| 2023-gen. 2024  | Virtus Francavilla | C               | 4          | 0          | CI-C            | -               | -               | -                  | -                  | -                  | -           | -           | -           | 0      | 0      |
| gen.-giu. 2024  | Brindisi           | C               | 8          | 0          | CI-C            | -               | -               | -                  | -                  | -                  | -           | -           | -           | 8      | 0      |
| 2024-2025       | Avezzano           | D               | 19         | 0          | CI-D            | 2               | 0               | -                  | -                  | -                  | -           | -           | -           | 21     | 0      |
| Totale carriera | Totale carriera    | Totale carriera | 580        | 171        |                 | 43              | 15              |                    | -                  | -                  |             | 4           | 3           | 627    | 189    |

## Palmarès

### Club

#### Competizioni nazionali
- Serie C: 2

Livorno: 2017-2018 (girone A)
Ternana: 2020-2021 (girone C)
- Supercoppa di Serie C: 1

Ternana: 2021

#### Competizioni regionali
- Eccellenza: 1

Livorno: 2021-2022 (girone B)

### Individuale
- Capocannoniere della Serie C: 1

2017-2018 (Girone A, 19 gol)